# هذا هو سيدي
هذا هو سيدي (باليابانية: これが私の御主人様، بالروماجي: Kore ga Watashi no Goshujin-sama) هي سلسلة مانغا يابانية من تأليف ماتسو ورسم آسو تسوباكي،
نشرت من قبل سكوير إنكس في مجلة شونن غانغان الشهرية، منذ 8 فبراير عام 2002 حتى فبراير عام 2007، وتكونت من 5 مجلدات. أنتجت إلى مسلسل أنمي تلفزيوني استوديو غايناكس بالتعاون مع استوديو شافت، عرض الأنمي في 8 أبريل عام 2005 واستمر عرضه حتى 1 يوليو عام 2005، وتكون من 12 حلقة.

## القصة
تدور أحداث القصة عن يوشيتاكا ناكاباياشي هو فتى عمره 14 عامًا، الذي أصبح المليونيرًا بعد وفاة والديه في حادث، بعد طرد الخادمات قرر توظيف خادمات جدد، انتهى الأمر بفتاتين هاربتين، إيزومي عمرها 14 عامًا وميتسوكي 13 عامًا، بقبول الوظيفة، كوسيلة للحصول على منزل ودخل، والعيش في القصر مع يوشيتاكا.

## الشخصيات

### الشخصيات الرئيسية
إيزومي ساواتاري (باليابانية: 沢渡いずみ، بالروماجي: Sawatari Izumi)
أداء صوتي: ماسومي أسانو
يوشيتاكا ناكاباياشي (باليابانية: 中林義貴، بالروماجي: Nakabayashi Yoshitaka)
أداء صوتي: جونكو ميناغاوا
ميتسوكي ساواتاري (باليابانية: 沢渡みつき، بالروماجي: Sawatari Mitsuki)
أداء صوتي: أي شيميزو
آنا كوراوتشي (باليابانية: 倉内安奈، بالروماجي: Kurauchi Anna)
أداء صوتي: كانا أويدا
بوتشي (باليابانية: ポチ، بالروماجي: Pochi)
أداء صوتي: كيوسي تسوكوي

### شخصيات أخرى
والد ساواتاري (باليابانية: 沢渡父، بالروماجي: Sawatari Chichi)
أداء صوتي: داي ماتسوموتو
ميزوهو ساواتاري (باليابانية: 沢渡瑞穂، بالروماجي: Sawatari Mizuho)
أداء صوتي: ساياكا أوهارا
كارين ساواتاري (باليابانية: 沢渡かりん، بالروماجي: Sawatari Karin)
أداء صوتي: رومي شيشيدو
شينجي كومي (باليابانية: 久米伸治، بالروماجي: Kume Shinji)
أداء صوتي: كويتشي توتشيكا
أليسيا (باليابانية: アリシア، بالروماجي: Arishia)
أداء صوتي: ناتسكو كواتاني
سيتشيرو ناكاباياشي (باليابانية: 中林誠一郎، بالروماجي: Nakabayashi Seiichirō)
أداء صوتي: رومي باكو
تاكامي سوغيتا (باليابانية: 杉田多可美، بالروماجي: Sugita Takami)
أداء صوتي: أياكو كاواسومي
ماتسو (باليابانية: まっつー، بالروماجي: Mattsū)
آسو تسوباكي (باليابانية: 椿あす، بالروماجي: Tsubaki Asu)

## وصلات خارجية
- هذا هو سيدي على موقع ANN manga (الإنجليزية)